# Список глав областей Беларуси
Список глав с 1991 года. Области приведены в алфавитном порядке. Главы приведены в хронологическом порядке.
Список не полный.

## Брестская область
1. Бурский, Виктор Иванович — 28 февраля 1987 — 9 декабря 1994
2. Заломай, Владимир Александрович — 9 декабря 1994 — 13 марта 2000
3. Долголев, Василий Борисович — 13 марта 2000 — 9 марта 2004
4. Сумар, Константин Андреевич — 9 марта 2004 — 27 декабря 2014
5. Лис, Анатолий Васильевич — 27 декабря 2014 — 26 января 2021
6. Шулейко, Юрий Витольдович — 26 январь 2021 — 27 июня 2024
7. Пархомчик, Пётр Александрович — 12 августа 2024 — н.в.

## Витебская область
1. Владимир Пантелеевич Кулаков — 24 декабря 1984 — 17 ноябрь 1994
2. Андрейченко, Владимир Павлович — 17 ноября 1994 — 27 октября 2008
3. Косинец, Александр Николаевич — 24 ноября 2008 — 27 декабря 2014
4. Шерстнёв, Николай Николаевич — 27 декабря 2014 — 13 декабря 2021
5. Субботин Александр Михайлович — 13 декабря 2021 — н.в.

## Гомельская область
1. Войтенков, Николай Григорьевич — ноябрь 1989 — декабрь 1994
2. Шипук, Павел Владимирович — 1994—1997
3. Войтенков, Николай Григорьевич — 17 января 1997 — апрель 2001
4. Якобсон, Александр Серафимович — апрель 2001 — 28 декабря 2010
5. Дворник, Владимир Андреевич — 29 декабря 2010 — 5 апреля 2019
6. Соловей, Геннадий Михайлович — 5 апреля 2019 — 21 декабря 2021
7. Крупко, Иван Иванович — 21 декабря 2021 — н.в.

## Минская область
1. Тишкевич, Альфонс Ильич — 1986 — декабрь 1994
2. Петух, Петр Петрович — декабрь 1994 — 2 декабря 1998
3. Домашкевич, Николай Федорович — 2 декабря 1998 — 7 июня 2007
4. Крупец, Леонид Фёдорович — 7 июня 2007 — 20 мая 2010
5. Батура, Борис Васильевич — 20 мая 2010 — 8 ноября 2013
6. Шапиро, Семён Борисович — 14 ноября 2013 — 24 мая 2017[1]
7. Исаченко, Анатолий Михайлович — 4 июля 2017 — 3 декабря 2019[2]
8. Турчин, Александр Генрихович — 3 декабря 2019 — 10 марта 2025
9. Алексей Кушнаренко — 31 марта 2025 — н.в.

## Могилёвская область
1. Гринёв, Николай Фёдорович — 1989—1994
2. Куличков, Александр Николаевич — 28 ноября 1994 — 11 марта 1999
3. Дражин, Михаил Владимирович 1999 — 14 ноября 2000
4. Батура, Борис Васильевич 14 ноября 2000 — 31 октября 2008
5. Рудник, Пётр Михайлович — 29 декабря 2008 — 22 декабря 2014
6. Доманевский, Владимир Викторович — 24 декабря 2014 — 26 марта 2019
7. Заяц, Леонид Константинович — 3 апреля 2019 — 13 декабря 2021
8. Исаченко, Анатолий Михайлович — 13 декабря 2021 — н.в.